# 卡爾·奧古斯特森
| 3033 Holbaek[1][2]                             | 1984年3月5日   | MPC |
| 3318 Blixen[1]                                 | 1985年4月23日  | MPC |
| 3596 Meriones[1]                               | 1985年11月14日 | MPC |
| 3934 Tove[1][2]                                | 1987年2月23日  | MPC |
| 5320 Lisbeth[1][2]                             | 1985年11月14日 | MPC |
| 5321 Jagras[1][2]                              | 1985年11月14日 | MPC |
| 共同發現： 1 波爾·延森 2 漢斯·約恩·福格·奧爾森 |                |     |

卡爾·A·奧古斯特森（丹麥語：Karl A. Augustesen，1945年—）是一名丹麥天文學家，也是小行星的共同發現者。
他在布羅菲爾德天文台工作，1984年至1987年間被小行星中心認定發現了6顆有編號的小行星。
天文學家與同事波爾·延森於1988年在布羅菲爾德天文台發現的小行星5171以他的名字命名。